# Cyrtandra calpidicarpa
Cyrtandra calpidicarpa là một loài thực vật có hoa trong họ Tai voi. Loài này được (Rock) H.St.John & Storey mô tả khoa học đầu tiên năm 1950.